# Victoriano Lorenzo (Panamá)
Victoriano Lorenzo es un corregimiento del distrito de San Miguelito en la provincia de Panamá, República de Panamá. La localidad tiene 15.873 habitantes (2010).  Su cabecera es Monte Oscuro.